# Jean d'Espagne
Jean d'Espagne, né le 1123 à Almanza (Royaume de León) et mort le 25 juin 1160 dans la commune Le Reposoir (France) est le fondateur de la chartreuse du Reposoir.
Il est béatifié le 14 juillet 1864 par le pape Pie IX. Sa fête liturgique est fixée au 25 juin de chaque année.

## Biographie
Jean d'Espagne semble être né vers 1123 à Almanza dans le royaume de León. Après avoir passé un temps en dans le Rouergue, il effectue des études dans la ville d’Arles, vers l'âge de treize ans. 
Guidé par un religieux basilien, il devient moine et il entre à la chartreuse de Montrieux vers 1140 : il y prononce ses vœux, remplit le rôle de sacristain puis devient prieur au bout de six ans (1146 - 1149). Il adoucit le jeûne et autorise les conversations. Il restaure la chartreuse de Montrieux et s'occupe de la formation intellectuelle de ses moines. Il rédige les « coutumes » (la règle) des religieuses de Prébayon dans l'esprit de saint Bruno et devient le fondateur de la branche féminine de l’ordre cartusien.
Après des difficultés rencontrées auprès d’un notable de la région, il partit pour la Grande Chartreuse rejoindre saint Anthelme accompagné de quelques frères. Appelé par le seigneur de Faucigny, il fonde en 1151 la chartreuse du Reposoir. Jean d'Espagne, trouve le site si reposant et si plaisant qu'il se serait exclamé « Hic est repausatorium meum ! » (« C'est ici mon reposoir ! »). En latin médiéval, repositorium signifie « le repos de l'âme ». Il en sera le premier prieur.
Il y meurt le 25 juin 1160 et voulut reposer entre deux bergers. Son corps est exhumé sous l'impulsion de Charles-Auguste de Sales, évêque d'Annecy-Genève et neveu de Saint François de Sales, le 8 septembre 1649 et ses restes sont déposés dans une cassette, puis dans une châsse. Il est béatifié le 14 juillet 1864 par un décret du pape Pie IX. Il est réputé guérir des maladies oculaires. Sa biographie est parvenue par une Vita en latin.

## Célébration
Les chartreux célèbrent le saint le 25 juin. Dans le diocèse d'Annecy, il est fêté le 9 juillet.